# Constitution de l'État libre de Bavière

République de Bavière

La Constitution de l'État libre de Bavière du 2 décembre 1946 (Verfassung des Freistaates Bayern vom 2. Dezember 1946) est la constitution bavaroise ratifiée par référendum le 1er décembre 1946 et entrée en vigueur le 8 décembre. Elle remplaçait formellement la constitution de 1919.
Elle comprend 188 articles, en quatre parties. Ayant été adoptée avant la création de la République fédérale, elle dispose non seulement de l’organisation des pouvoirs, mais aussi de tous les autres domaines évoqués dans l’ancienne Constitution du Reich ; l’entrée en vigueur de la Loi fondamentale, le 23 mai 1949, rendit caduques celles de ses dispositions qui étaient désormais du ressort de la Fédération, en application du principe « Le droit fédéral casse le droit provincial » (« Bundesrecht bricht Landesrecht », art. 31 GG), qui vaut également pour le droit constitutionnel.
La Constitution fonctionna sans changement pendant vingt-deux ans. Elle a connu onze révisions de 1968 à 2003, les plus importantes étant :
- en 1970, l’abaissement de la majorité politique ;
- en 1984, l’introduction de la « protection des fondements naturels de la vie », c’est-à-dire de la conservation de la nature, comme objectif de l’État ;
- en 1995, l’introduction d’un référendum communal (kommunaler Bürgerentscheid) ;
- en 1998, une large révision allongeant à cinq ans la durée du mandat du Landtag et supprimant le Sénat.

À la suite de la révision de 1998, le texte a été publié en une nouvelle version le 15 septembre 1998.

## Structure
- Première partie : Organisation et missions de l’État
  - 1re section : Les fondements de l’État bavarois
  - 2e section : Le Landtag
  - 3e section : Le Sénat
  - 4e section : Le Gouvernement d’État
  - 5e section : La Cour constitutionnelle
  - 6e section : La législation
  - 7e section : L’administration
  - 8e section : La juridiction
  - 9e section : Les fonctionnaires
- Deuxième partie : Droits et devoirs fondamentaux
- Troisième partie : Vie commune
  - 1re section : Le mariage, la famille et les enfants
  - 2e section : L’éducation et l’école, la protection des fondements naturels de la vie et le patrimoine culturel
  - 3e section : La religion et les communautés religieuses
- Quatrième partie : Économie et travail
  - 1re section : L’ordre économique
  - 2e section : La propriété
  - 3e section : L’agriculture
  - 4e section : Le travail
- Dispositions finales et transitoires et entrée en vigueur
  - Dispositions finales et transitoires
  - Entrée en vigueur

## Organes
- Landtag de Bavière
- Gouvernement de Bavière
- Cour constitutionnelle de Bavière